# Słobidka (stacja kolejowa)
Słobidka (ukr. Слобідка) – węzłowa stacja kolejowa w miejscowości Słobidka, w rejonie podolskim, w obwodzie odeskim, na Ukrainie. Węzeł linii Żmerynka – Odessa z linią do Bielc.

## Historia
Stacja powstała w XIX w. na kolei odesko-kijowskiej, pomiędzy stacjami Borszczi i Abamielikowo. Następną stacją w kierunku przejścia granicznego z Austro-Węgrami w Nowosielicy była Kołbasnaja.